# Linspire
 (août 2023).
Linspire est un système d'exploitation basé sur Debian.
C'est une distribution Linux commerciale payante (dont il existe un pendant gratuit, Freespire) qui vise à faciliter le support matériel et la compatibilité avec les logiciels du marché, en particulier ceux vendus pour fonctionner avec Windows, à l'aide de Wine ou par l'intermédiaire de VMware.
Linspire, abandonné en 2008, a été repris en 2018.

## Historique
Autrefois connu sous le nom de LindowsOS ou tout simplement Lindows, Linspire est une distribution Linux créée par Michael Robertson (le créateur de l'ancien site web MP3.com) qui était basée sur Debian. Microsoft a porté plainte contre Lindows à propos de l'utilisation d'un terme trop proche du mot « Windows ». Un juge avait donné raison à Lindows mais Microsoft a fait appel de la décision. Toutefois, par précaution contre d'éventuelles autres poursuites judiciaires émanant de Microsoft, les concepteurs ont choisi de le rebaptiser Linspire. Linspire peut utiliser certaines applications Windows, à l'aide de Wine. Elle a signé un accord avec Microsoft pour se protéger d'éventuelles violations de brevets. Sa version d'OpenOffice.org intègre un convertisseur ODF-OpenXML.
Linspire est acquise en 2008 par Xandros.

## Compatibilité
Tout comme une majorité d'autres versions de Linux, Linspire peut être utilisée pour jouer à certains jeux commerciaux (grâce à Wine qui sur cette distribution est installé par défaut).
Voici une liste de certains jeux censés fonctionner sous ce système[réf. nécessaire] :
- Unreal Tournament 2004 (tourne naturellement sous toutes les distributions Linux),
- Half-Life 2,
- Grand Theft Auto : Vice City,
- Battlefield 1942,
- WarCraft III,
- Diablo II,
- Max Payne 2,
- City of Heroes,
- Star Wars Galaxies,
- World of WarCraft
- Les Sims